# Championnats du monde de VTT marathon 2012
Navigation
2011 2013
Les championnats du monde de VTT marathon 2012 ont lieu dans l'Ornans en France le 7 octobre 2012.

## Classements

### Hommes
| Pos | Nom              | Pays      | Temps           |
| --- | ---------------- | --------- | --------------- |
| 1   | Periklis Ilias   | Grèce     | 4 h 18 min 17 s |
| 2   | Moritz Milatz    | Allemagne | + 2 min 28 s    |
| 3   | Kristian Hynek   | Tchéquie  | + 2 min 37 s    |
| 4   | Christoph Sauser | Suisse    | + 2 min 58 s    |
| 5   | Jiří Novák       | Tchéquie  | + 4 min 59 s    |
| 6   | Martin Gujan     | Suisse    | + 5 min 25 s    |
| 7   | Thomas Dietsch   | France    | + 6 min 13 s    |
| 8   | Alexey Medvedev  | Russie    | + 6 min 53 s    |

### Femmes
| Pos | Nom                    | Pays        | Temps           |
| --- | ---------------------- | ----------- | --------------- |
| 1   | Annika Langvad         | Danemark    | 3 h 52 min 23 s |
| 2   | Gunn-Rita Dahle Flesjå | Norvège     | + 0 min 44 s 1  |
| 3   | Esther Süss            | Suisse      | + 1 min 40 s 7  |
| 4   | Irina Kalentieva       | Russie      | + 12 min 49 s 3 |
| 5   | Sally Bigham           | Royaume-Uni | + 13 min 56 s 9 |
| 6   | Elisabeth Brandau      | Allemagne   | + 16 min 38 s 6 |
| 7   | Jane Nussli            | Royaume-Uni | + 20 min 38 s 2 |
| 8   | Sabrina Enaux          | France      | + 20 min 58 s 9 |